# Вій (гурт)
Вій — український етно-рок-гурт. Сам гурт характеризує свою творчість як «dark ethno fusion». Музика «Вія» звертається до давніх пластів слов'янського фольклору і міфології, зокрема образів українського язичництва; стиль гурту містить елементи психоделіки та етно (зокрема, використання таких інструментів, як комуз, ліра, флейта тощо), а змісту пісень притаманна «ліричність, фаталістичний смуток та печаль людського буття». Гурт «Вій» часом характеризують як «легендарний». Гурт заснований у 1991 році в Києві.
За своє майже 30-річне існування «Вій» випустив порівняно небагато альбомів. Керівник гурту Дмитро Добрий-Вечір пояснює це тим, що «альбоми не можна видавати, як на конвеєрі», а також критичним ставленням до власної творчості.

## Сучасний склад гурту
- Дмитро Добрий-Вечір — тексти, музика, головні співи, басова гітара, акустична гітара, комуз
- Олександр Гросман — електрична гітара, акустична гітара, додатковий спів
- Олег Козлов (Льотчик) — електрична гітара, акустична гітара, укулеле (до 2019 року)
- Леся Рой — сопілка, скрипка, клавіші, перкусія, додатковий спів
- Ельдар Рой — барабани
- Оля Залізняк — менеджмент, піар

## Історія
«Вій» заснували у лютому 1991 р. Дмитро Добрий-Вечір, Ігор Лемешко та Олег Козлов. Протягом 1991—1994 рр. гурт мав понад 200 виступів, брав участь у багатьох фестивалях і конкурсах, зокрема, «Червона Рута», «Дзвін-91», «Вивих-91'92» (Львів), «Оберіг-92» (Луцьк), «Тарас Бульба-92'93» (Дубно), «Tin Wave-92», «Сопот» та «Українські ночі у Польщі» (Гданськ). У 1993 р. «Вій» випустив свій перший альбом «Чорна рілля». Пісні гурту перемагали у хіт-парадах на українському радіо (1992—1993 — 7 пісень). Початковий склад гурту: Дмитро Добрий-Вечір (бас-гітара, вокал, тексти, музика), Ігор Лемешко (лідер-гітара, бек-вокал), Олег Козлов (гітара, бек-вокал), Юрій Мезенчук (барабани), Руслан Мелещенко (перкусія, конги), В'ячеслав Міклухо (віолончель), Олександр Павлов (менеджер); втім, у гурту змінювались ударники — з «Вієм» виступали Микола Родіонов, Дмитро Підлуцький (барабани) і Салманов Салман Мамед-Огли (перкусія).
Улітку 1993 ударник гурту Дмитро Підлуцький трагічно загинув. Після того склад гурту вже не був таким стабільним. Втім, у другій половині 1990-х «Вій» продовжує активну концертну діяльність в Україні, а також виступає у Польщі, Словаччині, Росії, Угорщині, Франції, Німеччині. До гурту приєднуються Леся Добрий-Вечір (перкусія) і Сашко Лірник (ліра), а згодом, на початку 2000-х, Олексій Довжок (гітара) і Оля Вязенко (віолончель).
У 2000-х «Вій», поряд із концертною діяльністю, випустив декілька нових альбомів, зокрема, «Хата скраю села» (2003 і 2006), «Good-bye my revolution» (2009) і «Йшов я небом» (2010). У 2013 р. музиканти гурту «останнім часом свідомо зробили перерву у творчості». На початку 2015 року гурт відновив концертну діяльність, взявши участь у презентації триб'ют-альбому гурту «Перкалаба».

## Дискографія
- Wij (Вій), 1993 (касета)
- Чорна рілля, 1994 (касета)
- Джаз, 1997
- Чорна рілля, 2001 (касета)
- Чорна рілля, 2001 (CD)
- Хата скраю села, 2003 (CD)
- Чорна рілля, колекційне видання, 2004 (CD)
- Вій. Рок-легенди України, 2004 (CD, касета)
- Хата скраю села, 2006 (CD)
- Good-bye my revolution, 2009 (інтернет-реліз)
- Йшов я небом, 2010 (CD)
- Колискова для лялькових немовлят, 2014 (CD) (видано у Польщі)

Музика гурту також наявна на численних CD і DVD-антологіях, а також гурт випустив ряд DVD із живих виступів. У 2007 р. вийшов компакт-диск «Очі Відьми. Пісні групи Вій у виконанні українських музикантів», на якому відомі українські гурти молодшого покоління виконують музику Вія.